# Paul Bauters
Paul Bauters (Huise, 6 mei 1935 - Sint-Lambrechts-Woluwe, 13 mei 2012) was een Belgische molenaar en deskundige op het gebied van molens.

## Levensloop
Bauters was getrouwd met Dina Ulens en ze hadden twee kinderen, Hans en Kaat.
Hij promoveerde tot doctor in de rechten aan de Rijksuniversiteit Gent. Hij was aanvankelijk leraar aan het Sint-Lodewijkscollege in Brugge. Hij werd nadien vrederechter in het Brusselse en stond in de laatste jaren van zijn loopbaan aan het hoofd van twee vredegerechten, vanwege een benoemingsstop.

## Molens
Bauters was een echte 'molinoloog'. Hij kende alles over alle soorten molens, in België, in Nederland en elders. Hij bracht zijn kennis op talrijke molenkenners en vrijwilligers over tijdens de molencursussen die hij organiseerde. Enkele van zijn boeken werden als belangrijke standaardwerken erkend.
Daarbij, de daad bij het woord en het schrift voegende, kocht hij in 1971 van de gemeente Waregem de sinds lang buiten bedrijf zijnde en verwaarloosde Hoogmolen. Hij verplaatste hem naar Huise, naar de eeuwenoude terp waar sinds minstens de zestiende eeuw opeenvolgende molens stonden. Hij maakte er een levenswerk van hem te restaureren en opnieuw werkzaam te maken. Hij gaf er de naam Huisekoutermolen aan.
Zijn tijdgenoot Raf Van der Donckt beschreef hem als wellicht de meest prominente molinoloog van de 20ste eeuw. De 'International Molinological Society' schreef: Paul Bauters, TIMS member and dear mill friend has passed away on 13 May. In Flanders many mills have been put in the mourning position to remember Paul as the one who taught us our love for the mills, and who gave back to the mills their place in history and in the landscape.
Hij was onder meer:
- Lid van de afdeling monumenten, stads- en dorpsgezichten van de Koninklijke Commissie voor Monumenten en Landschappen;
- Ondervoorzitter van de Vlaamse Contactcommissie Monumenten (VCM) van de Koning Boudewijnstichting;
- Stichter, voorzitter en erevoorzitter van de vzw Levende Molens (1977);
- Redacteur van het tijdschrift Levende molens;
- Lid van de Molencommissie van de provincie Oost-Vlaanderen;
- Bestuurslid van The International Molinological Society (TIMS).

## Onderscheidingen
- Ridder in de Leopoldsorde
- Commandeur in de Kroonorde
- Prijs van de Vlaamse Gemeenschap voor monumenten en landschappen (1992)
- Prijs van de Nederlandse Stichting Molengiftenfonds voor Vernuft en Volharding
- Prijs van de Cera-foundation voor de geschiedenis van het Vlaamse platteland.
- I.J. de Kramer-oeuvreprijs (2011)

## Publicaties
- Adalhard van Huise, abt van Corbie, 1965.
- Nog steeds de oudste windmolenvermeldingen in Vlaanderen, in: Levende molens, 1976
- Vlaamse molens: wind- en watermolens in Vlaanderen: geschiedenis, bouw, werking, recht, Antwerpen, 1978.
- De oudste windmolenvermeldingen in Vlaanderen, Brussel, 1978.
- Hoe maakte men destijds een houten gevlucht?, in:Levende molens, 1978
- De Oostvlaamse watermolens: inventaris 1980, Gent, 1980.
- Houtsoorten. Algemene kenmerken, mechanische en functionele eigenschappen met betrekking tot hun aanwending in de molenmakerij, Gent, 1984.
- (semen met L. GOEMINNE,) De oudste Vlaamse windmolens. Bronnenvermeldingen van windmolens in het graafschap Vlaanderen in de 12de en 13de eeuw, Gent, 1984.
- Eeuwen onder wind en wolken: windmolens in Oost-Vlaanderen: de infrastructuur van eeuwenlang dagelijks, menswaardig overleven, Gent, 1985.
- Het Oostvlaams Molenbestand in 1986, Gent, 1986.
- Kracht van wind en water: molens in Vlaanderen, Leuven, 1989, ISBN 9061525543.
- [deels samen met Gerrit Pouw] Van zadelsteen tot Zetelkruier: tweeduizend jaar molens in Vlaanderen. Drie delen, Gent, 1998-2002.
- Rechter zijn: spreken en (ver)zwijgen..., essay, in: Streven, januari 2000.
- Vervreemd verkoren, gedichten, 2007.